# یوان یوانوویچ زمای
یوان یوانوویچ زمای (سیریلیک صربی: Јован "Јова" Јовановић؛ ۲۴ نوامبر ۱۸۳۳ – ۱ ژوئن ۱۹۰۴) شاعر، مترجم، پزشک، روزنامه‌نگار، نویسنده کودکان، و نویسنده صربی اهل اتریش-مجارستان بود.